# Hydrolagus barbouri
Hydrolagus barbouri là một loài cá thuộc họ Chimaeridae. Nó là loài đặc hữu của Nhật Bản. Môi trường sống tự nhiên của chúng là biển mở. Nó bị đe dọa do mất môi trường sống.